# Hilocitrea
L'hilocitrea (Hylocitrea bonensis) és una espècie d'ocell de l'ordre dels passeriformes que és endèmica dels boscos de muntanya de l'illa indonèsia de Sulawesi.
És l'única espècie del seu gènere i s'ha considerat tradicionalment com un membre de la família Pachycephalidae. En època més recent, proves genètiques van suggerir que devien ser classificats en la subfamília monotípica Hylocitreinae, dins la família Bombycillidae. El Congrés Ornitològic Internacional situa aquesta espècie en la família monotípica dels Hilocitreids (Hylocitreidae).